# Західно-Канадський нафтогазоносний басейн
За́хідно-Кана́дський нафтогазоно́сний басе́йн (англ. Western Canadian Sedimentary Basin) — розташований переважно в межах Канади (провінції Альберта, Британська Колумбія, Саскачеван, Північно-західні території і Юкон) та частково в США (штат Монтана).

## Історія
Перші притоки нафти і газу отримані при бурінні в провінції Альберта в 1883 р.

## Характеристика
Площа басейну становить 1224 тис. км², з них у США — 36 тис. км². На сьогодні відомо понад 325 нафтових та 620 газових родовищ.
Головні родовища:
- нафтові — Пембіна (розвідані запаси 239 млн т), Уеста-Пембіна (200 млн т), Суон-Гіллс (178 млн т), Редуотер (107 млн т), Рейнбоу (109 млн т);
- газові — Кросфілд (104 млрд м³).

Початкові доведені запаси нафти бас. 2,4 млрд т, газу — 4,3 трлн м³. Басейн приурочений до передового прогину Північно-Американської платформи. Геологічний розріз басейну представлений усіма підрозділами фанерозою. Потужність осадового чохла басейну — від 300 м до 5 тис. м і більше.
Нафтогазоносність встановлена у всіх ярусах розрізу. Основні промислові скупчення приурочені до рифогенних товщ девону (55 % запасів нафти і 38 % газу). У піщаних колекторах доби крейди відповідно 36 і 31 %. Інші — в доломітизованих вапняках кам'яновугільної доби. 90 % запасів нафти і 77 % запасів газу припадає на глибину 1–3 тис. м. Нафти переважно легкі і середні, малосірчисті. Важкі і високосірчисті нафти розташовуються на глибині до 1000 м і відомі тільки в 5 родовищах. Гази переважно метанові. Перспективними вважаються передгірські райони, де газові скупчення є в мезозойських піщаних товщах на глибині 1–6 тис. м, та північна частина басейну.

## Видобувні роботи
На території Західно-Канадського нафтового басейну здійснюється осн. видобуток нафти (89 %) і газу (98 %) для внутрішнього споживання Канади і на експорт в США. У межах басейну також діють 8 нафтопереробних заводів (2 з них — в США) загальною потужністю близько 15 млн т на рік і 368 заводів по переробці газу потужністю близько 130 млрд м³ на рік.